# Venino (Kaufmannsfamilie)

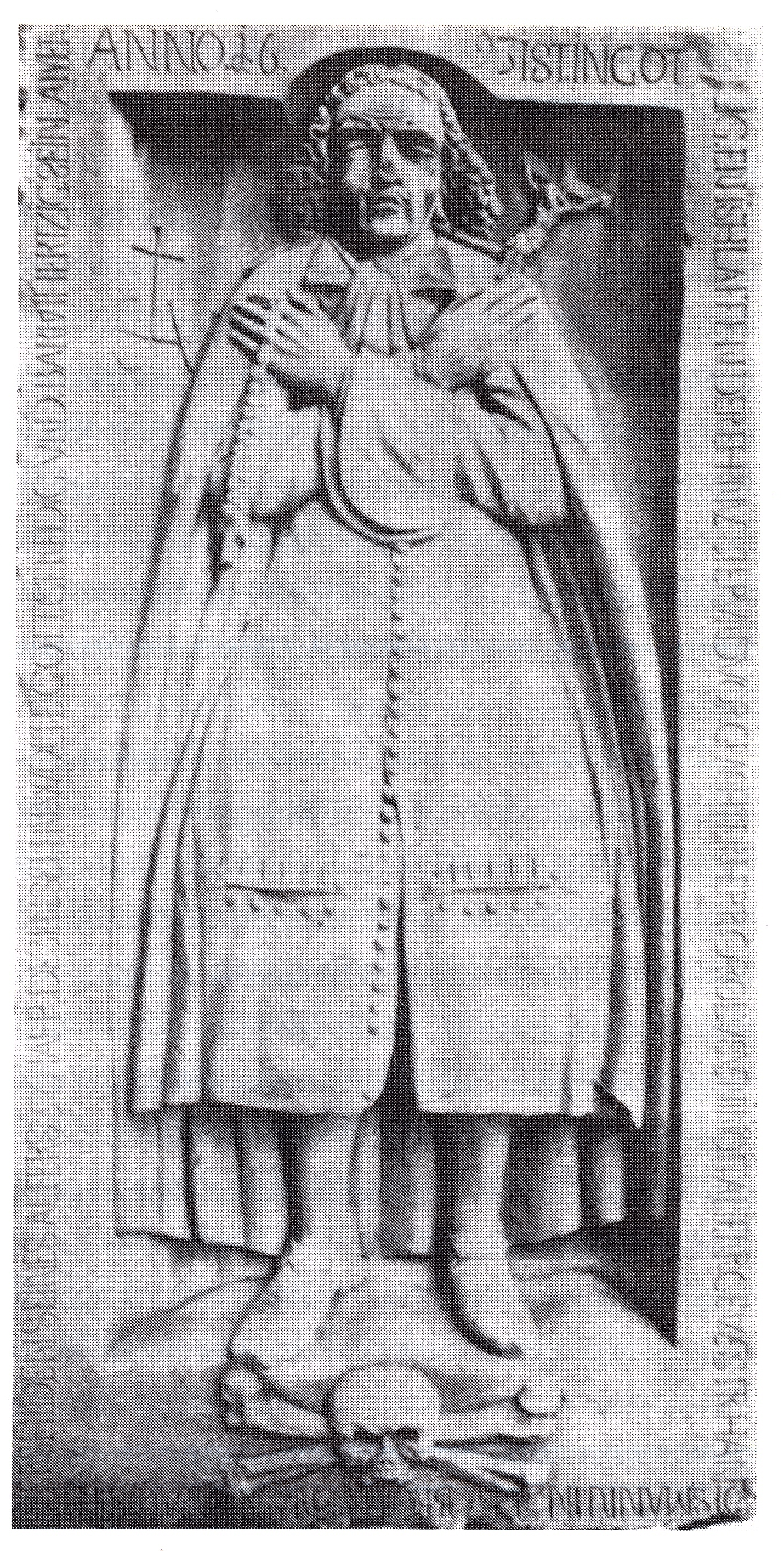
Grabstein des Carolus Venino von 1693 aus dem Heilbronner Klarakloster, im Zweiten Weltkrieg im Stuttgarter Lapidarium zerstört

Die Venino war eine italienische Kaufmannsfamilie, die von 1670 bis 1703 in Heilbronn ansässig war. Ihr bekanntester Vertreter war Carlo Venino, der sich „als erster italienischer Kaufmann“ in Heilbronn niederließ und 1693 als reicher Mann verstarb. Von ihm hatte sich eine Grabplatte aus dem Heilbronner Klarakloster erhalten. Die Venino hatten auch in anderen Städten Niederlassungen, so in Mannheim und Eppingen.

## Geschichte

### Carlo Venino

#### Hintergrund
Es gelang nur zwei italienischen Spezereikrämern, die aus dem Gebiet des Comer Sees stammten, sich in der lutherisch geprägten Reichsstadt Heilbronn niederzulassen. Neben der Familie Bianchi war es die Familie Venino. Carlo Venino war besonders daran interessiert, gerade in Heilbronn eine kaufmännische Niederlassung zu gründen, weil der Neckar damals ein wichtiger Handelsweg für die Spedition der Waren aus dem Norden über Mainz nach Württemberg und Oberdeutschland war. Wegen der Schifffahrtsunterbrechung durch die Mühlenwehre erreichte Heilbronn eine gewisse Form von Monopolstellung im Güterumschlag am Neckar. Carlo Venino stammte aus Bellagio und siedelte sich „als erster italienischer Kaufmann“ um 1670 mit seiner Frau in Heilbronn an.

#### Auflage vom 13. Januar 1672 zulasten Veninos
Der im September 1670 als Schutzverwandter bezeichnete Carlo Venino war jedoch in lange Auseinandersetzungen mit den einheimischen Kaufleuten verstrickt, weswegen Venino auch in den Ratsprotokollen erwähnt wird. Der Grund für den Rechtsstreit war in der Tatsache begründet, dass Venino seine Waren nicht nur auf den Jahrmärkten, sondern auch auf den Wochenmärkten anbieten wollte. Dagegen gingen die Heilbronner Kaufleute vor und beschwerten sich bei dem Heilbronner Rat, weil Venino „nicht nur Gewürz und italienische Waren, sondern auch solche verkaufe, mit denen die hiesigen Handelsleute und die Apotheker zu handeln pflegten“. Der Rat stand jedoch auf der Seite Veninos. Der Rechtsstreit wurde im Januar 1672 mit einer vom Rat genehmigten Capitulation beendet, die Venino am 13. Januar 1672 beeidigte. Die Capitulation (oder auch Staat bzw. Ordnung) bestand in einer Auflage, die besagte, in welchem Umfang und auf welche Art und Weise Venino in Heilbronn Waren verkaufen durfte. Er durfte demnach nur sogenannte italienische Waren verkaufen und dies nur auf den Jahrmärkten. Der Verkauf auf den Wochenmärkten wurde Venino untersagt. Die italienischen Waren bestanden aus Zitrusfrüchten, Nüssen, Käse, Salami, Sardellen, Ölen, Seife, Fisch, Kaffee, Drogen, Zucker und Seide.

#### Auflage vom 29. Januar 1680 zugunsten Veninos
Die Heilbronner Kaufleute legten am 18. März 1679 eine Klageschrift gegen Carlo Venino vor, weil er „seiner vorgeschriebenen Ordnung in etlichen Punkten zuwider gehandelt“ habe. Der nachfolgende Rechtsstreit vor dem Heilbronner Rat hielt das ganze Jahr an. Schließlich forderte Carlo Venino am 9. Dezember 1679, dass die Auflagen (Capitulation) zu seinen Gunsten verändert würden, ansonsten würde er seinen Wohnort ändern. Der Heilbronner Rat erfüllte – entgegen den Forderungen der einheimischen Kaufleute – Veninos Wünsche und verlas am 29. Januar 1680 eine veränderte Capitulation. Carlo Venino importierte nun auch ausländischen Wein, wie z. B. württembergischen Wein, der jedoch sofort von Heilbronn konfisziert wurde. Venino musste eine Strafe von 100 Talern zahlen.

#### Epitaph
Carlo Venino verstarb 1693 und wurde im Klarakloster in Heilbronn begraben, wovon noch sein Grabdenkmal zeugte. Die Umschrift lautete:

„ANNO 1693 IST IN GOT SELIG ENTSCHLAFEN DER EHRNVESTER UND VORGEACHTETER HERR CAROLUS VENINO ITALIENER GEWESTER HANDELSMANN IN HAILBRONNEN IST ER VERSCHIEDEN SEINES ALTERS 56 JAHR DESEN SELEN WOLLTE GOTT GENEDIG UND BARMHERZIG SEIN. AMEN.“

Veninos Grabstein wurde in der Gruft der Klosterkirche 1889 gefunden und 1944 im Lapidarium des Landesmuseums Stuttgart zerstört.

### Johanna Maria Juditha Venino

#### Verstoß gegen die Auflage von 1672
Nach dem Tod des Carlo Venino entbrannte ein erneuter Rechtsstreit zwischen den Heilbronnern Kaufleuten und Veninos Witwe. So schrieb am 27. Januar 1694 der Syndicus Brunner an den Heilbronner Rat, dass eine Kontrolle ergeben hatte, dass Carlo Venino seine Auflagen (Capitulation) nicht eingehalten habe. Demzufolge habe Venino mit Gewürzen, Blaufarbe und Heringen gehandelt und dies en détail. Daraufhin wünschten die Heilbronner Kaufleute, dass der Heilbronner Rat die alleinstehende Witwe Johanna Maria Juditha Venino aus der Stadt weisen solle. Der Rat beschloss jedoch, dass die Witwe in Heilbronn verbleiben dürfe. Später wurden erneut Beschwerden gegen den 1693 verstorbenen Carlo Venino erhoben, die in der Ratssitzung vom 24. März 1696 ausführlich verlesen wurden. In sechs Punkten beschrieb der Heilbronner Rat die gravamina:

„Er sei der von ihm am 13. Januar 1672 beeidigten Ordnung nicht nachkommen, habe nicht nur mit den ihm erlaubten italienischen Waren gehandelt, sondern auch mit Stockfisch, Hering, Tabak, Lebertran, Seife und dergleichen, sie auch unerlaubt en detail verkauft, seine Waren, auch Kommissionsgüter, nicht jederzeit ins Lagerhaus gebracht, sondern in seinem Sandhof niedergelegt, wodurch er das publicum defraudiert habe. Er habe außerdem seine welschen Früchte und andere Waren seit 15 Jahren nicht durch die ratsverordnete Prüfung visitieren lassen und zudem seinen Laden täglich offen gehabt, obwohl ihm dies nur zu den Jahrmärkten erlaubt sei.“

Über mehrere Seiten hinweg sind in den Heilbronner Ratsprotokollen, die von den Heilbronner Kaufleuten vorgebrachten Verstöße des Venino festgehalten. Die einheimischen Kaufleute beklagten sich, „dass sie als Bürger in den beschwerlichen Kriegszeiten die onera zu tragen hätten, während Venino seine Abgabenpflicht umgehe und die Stadt betrüge“. Trotzdem durfte die Witwe Venino sich weiter in Heilbronn aufhalten und Handel treiben. Von dem Handel der Venino wollte der Heilbronner Rat weiter profitieren, „da man nicht ermessen könne, daß sie [die einheimischen Kaufleute] die italienischen Waren zu einem wohlfeileren Preis anbieten könnten“.

#### Auflage 1672 vs. Auflage 1680
Die Witwe Venino entgegnete, dass bereits eine Strafe von 20 Reichstaler gezahlt worden sei, weil ihr verstorbener Mann sich nicht an die Auflagen (Capitulation/Staat) der Stadt gehalten hatte. Später brachte sich noch weiter vor, dass der Heilbronner Rat am 29. Januar 1680 eine Capitulation zugunsten Veninos vereinbart habe, der zufolge sie ihren Laden auch außerhalb der Jahrmärkte offen halten dürfe und sie ihre Waren nicht kontrollieren lassen müsse. Johanna Maria Juditha Venino erinnerte daran, dass jene Capitulation vom 29. Januar 1680 nicht ihre Gültigkeit verloren hätte. Weiter bot die Witwe an, dass wenn sie ihren Laden auch außerhalb der Märkte halb offen halten dürfe, sie „jährlich ein etliches der Statt beitragen“ wolle. Daraufhin veranlasste der Heilbronner Rat, dass die Heilbronner Kaufleute in einer Frist von acht Tagen die Capitulation von 1680 vorzulegen hätten, weil sie damals auch ihnen zugestellt worden sei. Da die Vereinbarung aus dem Jahre 1680 nicht mehr aufzufinden war, baten die Heilbronner Kaufleute, dass die Capitulation de anno 1672 – die günstiger für die einheimischen Krämer war – neu aufzustellen sei. Am 12. August 1697 beschwerten sich die Heilbronner Krämer, dass die Witwe wiederholt gegen ihre Auflagen (Capitulation/Staat) verstoßen habe. Daraufhin verschob der Rat die weitere Beratung, „weil jetz die Zeit zu kurz“ sei. Johanna Maria Juditha Venino verstarb noch im November 1697.

### Andrea Venino

#### Ausweisung Bianchi vs. Ausweisung Venino
Nachdem die Witwe Venino im November 1697 verstorben war, beschwerten sich die Heilbronner Krämer gegen den Sohn Andrea(s) Venino. Außerdem forderten im Juni 1702 die einheimischen Krämer, dass alle „Welschen“, so auch Andrea(s) Venino, ausgewiesen werden sollten. Im Jahre 1703 beriet der Heilbronner Rat, ob man beide italienischen Handelsleute aus der Stadt ausweisen sollte oder ob man einen „auf die Prob“ in der Stadt behalten solle. Man entschied sich am 20. März 1703 dafür, Andrea(s) Venino auszuweisen. Wegen Andrea(s) Venino hatte sich im Jahre 1698 die Stadt Dinkelsbühl mehrmals an den Heilbronner Rat gewandt. Der Grund war, dass Venino seine Schulden bei dem in Dinkelsbühl ansässigen Handelsmann Johann Baptist Vanossi begleichen sollte. Selbst nachdem Venino durch das Stadtgericht verurteilt worden war, beglich er die Schulden nicht. Schließlich sah sich die Reichsstadt Dinkelsbühl im März 1703 gezwungen, Veninos Verhaftung zu beantragen. Im September 1702 hatte ein angeblich königlicher Kurier in der Nacht die Stadt betreten wollen. Auf Befragen gab Venino unter Eid an, dass es sich bei dem Kurier um einen mit ihm befreundeten jungen Brentano aus Heidelberg gehandelt habe, der der Ehefrau von König Joseph I. Südfrüchte bringen wollte. Diese befand sich beim König, der sich mit der Reichsarmee auf dem Weg an den Rhein befand.

#### Neckarsulm
Nachdem Andrea Venino aus Heilbronn ausgewiesen wurde, siedelte er sich 1703 in Neckarsulm an, wo er im Dezember 1703 Maria Jakobina Herold, verwitwete Stein, heiratete.

## Stammbaum
Carlo Venino  (* 1637 in Bellagio; † 10. September 1693 in Heilbronn) ⚭  Johanna Maria Juditha  (* ?; † November 1697 in Heilbronn)
1. Andreas Venino († ?) ⚭ (Dezember 1703) Maria Jakobina Herold, verwitwete Stein